# Bad Hat Harry Productions
Bad Hat Harry Productions est une société de production audiovisuelle créée par Bryan Singer et Tom De Santo. Le nom de la société est une référence à une phrase du film Les Dents de la mer : « That's some bad hat Harry » (« c'est un chapeau très moche Harry »),. Depuis 2011, le logo animé de la société renvoie quant à lui à une scène de Usual Suspects

## Productions

### Cinéma
- 1995 : Usual Suspects (The Usual Suspects) de Bryan Singer
- 1998 : Un élève doué (Art Pupil) de Bryan Singer
- 2000 : X-Men de Bryan Singer
- 2002 : X-Men 2 (X2) de Bryan Singer
- 2006 : Superman Returns de Bryan Singer
- 2007 : Trick 'r Treat de Michael Dougherty
- 2008 : Walkyrie (Valkyrie) de Bryan Singer
- 2011 : X-Men : Le Commencement (X-Men: First Class) de Matthew Vaughn
- 2012 : You Want Me to Kill Him ? d'Andrew Douglas
- 2013 : Jack le chasseur de géants (Jack the Giant Killer) de Bryan Singer
- 2014 : X-Men: Days of Future Past de Bryan Singer
- 2016 : X-Men: Apocalypse de Bryan Singer
- 2019 : X-Men: Dark Phoenix de Simon Kinberg

### Télévision
- 2004-2012 : Dr House (House) (série télévisée)
- 2005 : Triangle (The Triangle) (mini série télévisée) de Craig R. Baxley
- 2006 : The Science of Superman (documentaire TV)
- 2008 : Valkyrie: The Plot to Kill Hitler (documentaire TV) de Kevin Burns
- 2012 : Mockingbird Lane (épisode pilote diffusé en téléfilm)
- 2014 : Black Box (série télévisée)
- 2017-2019 : Legion (série télévisée)
- 2017-2019 : The Gifted (série télévisée)

### Web-série
- 2012-présent : H+: The Digital Series